# Arcabuco
Arcabuco é um município no departamento de Boyacá, na Colômbia.